# Prva savezna liga Jugoslavije u nogometu 1955./56.
Prvenstvo Jugoslavije u nogometu za sezonu 1955./56. bilo je dvadeset i sedmo po redu najviše nogometno natjecanje u Jugoslaviji, deseto poslijeratno. Novi prvak je postao srbijanski klub, Crvena zvezda. Najbolji strijelci turnira bili su Muhamed Mujić (Velež Mostar), Tihomir Ognjanov (Crvena zvezda) i Todor Veselinović (Vojvodina) s 21 golova. Doprvak je bio još jedan srbijanski klub, Partizan.

## Sustav natjecanja
Igralo se u dvije faze. Momčadi su međusobno igrale dvokružni ligaški sustav. Igrala se po jedna utakmica na domaćem i gostujućem terenu.  Prvakom je postala momčad koja je sakupila najviše bodova u skupini za prvaka (pobjeda = 2 boda, neodlučeni ishod = 1 bod, poraz = bez bodova).
Pravila koje su određivala poredak na ljestvici su bila: 1) broj osvojenih bodova, 2) kvocijent golova.

## Formiranje lige
Prvenstvo je odigrano po formatu iz prethodnih sezona uz učešće četrnaest ekipa gde su učesnici bili prvih dvanaest ekipa iz prethodne sezone 1954./55. kao i dve prvoplasirane ekipe iz Druge savezne lige.
- Iz Prve savezne lige natjecali su se Hajduk Split, BSK Beograd, Dinamo Zagreb, Crvena zvezda, Partizan, Vojvodina, Sarajevo, Spartak Subotica, Zagreb, Radnički Beograd, Željezničar i Proleter Osijek
- Iz Druge savezne lige plasirali su se Budućnost i Velež Mostar

## Sudionici
| Slovenija | Hrvatska                                          | Bosna i Hercegovina                     | Srbija                    | Srbija                                                  | Srbija  | Crna Gora   | Makedonija |
| Slovenija | Hrvatska                                          | Bosna i Hercegovina                     | Vojvodina                 | Središnja Srbija                                        | Kosovo  | Crna Gora   | Makedonija |
| --------- | ------------------------------------------------- | --------------------------------------- | ------------------------- | ------------------------------------------------------- | ------- | ----------- | ---------- |
| - nitko   | - Dinamo (Z) - Hajduk (S) - Proleter (O) - Zagreb | - Sarajevo - Velež Mostar - Željezničar | - Spartak (S) - Vojvodina | - BSK Beograd - Crvena zvezda - Partizan - Radnički (B) | - nitko | - Budućnost | - nitko    |

- Beogradski SK, Beograd
- FK Budućnost, Titograd
- FK Crvena zvezda, Beograd
- NK Dinamo, Zagreb
- NK Hajduk, Split
- JSD Partizan, Beograd
- FK Proleter, Osijek
- FK Radnički, Beograd
- FK Sarajevo, Sarajevo
- FK Spartak, Subotica
- FK Velež, Mostar
- FK Vojvodina, Novi Sad
- NK Zagreb, Zagreb
- FK Željezničar, Sarajevo

## Ljestvica
| mj.     | klub             | ut. | pob. | ner. | por. | gol+ | gol- | kvoc  | bod |
| ------- | ---------------- | --- | ---- | ---- | ---- | ---- | ---- | ----- | --- |
| 1.      | Crvena zvezda    | 26  | 16   | 8    | 2    | 62   | 29   | 2,137 | 40  |
| 2.      | Partizan         | 26  | 14   | 7    | 5    | 65   | 35   | 1,857 | 35  |
| 3.      | Radnički Beograd | 26  | 13   | 5    | 8    | 54   | 45   | 1,200 | 31  |
| 4.      | Dinamo Zagreb    | 26  | 12   | 4    | 10   | 42   | 47   | 0,893 | 28  |
| 5.      | Vojvodina        | 26  | 9    | 9    | 8    | 57   | 41   | 1,390 | 27  |
| 6.      | Sarajevo         | 26  | 12   | 3    | 11   | 47   | 48   | 0,979 | 27  |
| 7.      | Velež Mostar     | 26  | 8    | 9    | 9    | 42   | 41   | 1,024 | 25  |
| 8.      | Zagreb           | 26  | 10   | 4    | 12   | 45   | 39   | 1,153 | 24  |
| 9.      | Spartak Subotica | 26  | 8    | 8    | 10   | 43   | 44   | 0,977 | 24  |
| 10.     | BSK Beograd      | 26  | 8    | 8    | 10   | 41   | 45   | 0,911 | 24  |
| 11.     | Budućnost        | 26  | 10   | 4    | 12   | 46   | 58   | 0,793 | 24  |
| 12.     | Hajduk Split     | 26  | 9    | 5    | 12   | 52   | 39   | 1,333 | 23  |
| 13.     | Željezničar      | 26  | 7    | 7    | 12   | 33   | 54   | 0,611 | 21  |
| 14.     | Proleter Osijek  | 26  | 5    | 1    | 20   | 30   | 94   | 0,319 | 11  |
|         |                  |     |      |      |      |      |      |       |     |
| Izvori: |                  |     |      |      |      |      |      |       |     |

- Crvena zvezda je prvak Jugoslavije i plasirala se u Kup prvaka 1956./57.
- Željezničar i Proleter Osijek ispali su u Drugu saveznu ligu

## Rezultati
| 1955./56. | 1955./56.        | C.Z. | PAR | RAD | DIN | VOJ | SAR | VEL | ZAG | SPA | BSK | BUD | HAJ | ŽEL | PRO |
| 1.        | Crvena zvezda    |      | 1:3 | 1:1 | 4:3 | 1:1 | 1:0 | 1:1 | 2:1 | 3:1 | 2:2 | 2:0 | 2:0 | 3:1 | 5:0 |
| 2.        | Partizan         | 0:1  |     | 2:4 | 0:0 | 0:3 | 2:2 | 2:2 | 2:1 | 2:2 | 1:1 | 9:0 | 1:0 | 3:1 | 8:1 |
| 3.        | Radnički Beograd | 0:2  | 4:3 |     | 4:0 | 3:2 | 1:2 | 2:2 | 2:0 | 1:0 | 1:4 | 5:1 | 1:0 | 3:1 | 0:2 |
| 4.        | Dinamo Zagreb    | 2:2  | 2:4 | 1:2 |     | 3:2 | 2:0 | 2:1 | 2:0 | 3:1 | 1:0 | 1:0 | 1:0 | 4:0 | 5:3 |
| 5.        | Vojvodina        | 2:2  | 1:2 | 1:1 | 0:0 |     | 4:1 | 0:0 | 2:1 | 2:2 | 0:1 | 9:1 | 1:0 | 3:0 | 7:2 |
| 6.        | Sarajevo         | 2:3  | 0:4 | 3:1 | 0:3 | 0:0 |     | 2:1 | 3:1 | 7:1 | 4:1 | 3:2 | 1:0 | 2:0 | 6:0 |
| 7.        | Velež Mostar     | 1:3  | 1:3 | 3:1 | 6:1 | 1:1 | 3:0 |     | 2:1 | 2:1 | 2:1 | 2:4 | 1:1 | 2:2 | 4:2 |
| 8.        | Zagreb           | 4:3  | 1:2 | 2:4 | 2:0 | 5:1 | 2:1 | 2:0 |     | 0:0 | 3:0 | 0:3 | 3:1 | 3:0 | 8:1 |
| 9.        | Spartak Subotica | 0:0  | 1:1 | 1:7 | 6:2 | 2:0 | 4:0 | 0:0 | 3:0 |     | 3:0 | 3:1 | 1:4 | 0:0 | 4:1 |
| 10.       | BSK Beograd      | 1:6  | 1:1 | 2:2 | 1:2 | 5:2 | 1:3 | 1:0 | 2:0 | 2:2 |     | 1:2 | 2:0 | 3:3 | 3:0 |
| 11.       | Budućnost        | 1:3  | 2:3 | 0:2 | 3:0 | 2:2 | 1:1 | 1:1 | 0:0 | 3:1 | 1:0 |     | 2:1 | 7:0 | 5:0 |
| 12.       | Hajduk Split     | 0:3  | 1:2 | 5:0 | 1:1 | 1:6 | 6:0 | 4:2 | 3:3 | 1:0 | 1:1 | 5:1 |     | 6:1 | 5:0 |
| 13.       | Željezničar      | 1:1  | 1:0 | 5:1 | 1:0 | 3:1 | 1:2 | 2:0 | 0:0 | 2:1 | 2:2 | 1:3 | 3:3 |     | 3:0 |
| 14.       | Proleter Osijek  | 1:5  | 1:5 | 1:1 | 4:1 | 2:4 | 3:2 | 1:2 | 0:2 | 0:3 | 1:3 | 3:0 | 0:3 | 1:0 |     |

U prostorijama FSJ, u Beogradu, 11. srpnja 1955. održana je sjednica Ligaškog odbora na kojoj je obavljen ždrijeb za natjecateljske brojeve ligaških klubova, na temelju kojih je napravljen raspored utakmica za ovo prvenstvo.
| 1. kolo 21. 8. 1955. Budućnost (T) – Crvena zvezda 1:3 (0:2) Partizan – Zagreb 2:1 (1:0) Radnički (B) – Velež 2:2 (1:1) Dinamo – BSK 1:0 (1:0) Spartak – Proleter 4:1 (2:1) Željezničar (S) – Vojvodina 3:1 (2:0) Hajduk – Sarajevo 6:0 (1:0) 2. kolo 28. 8. 1955. Crvena zvezda – Velež 1:1 (0:1) BSK – Radnički (B) 2:2 (2:1) Proleter (O) – Željezničar (S) 1:0 (0:0) Sarajevo – Spartak 7:1 (3:0) Zagreb – Hajduk 3:1 (1:0) Vojvodina – Dinamo 0:0 Budućnost (T) – Partizan 2:3 (0:2) 3. kolo 10. 9. 1955. Radnički (B) – Vojvodina 3:2 (2:1) 11. 9. 1955. Partizan – Crvena zvezda 0:1 (0:1) Hajduk – Budućnost (T) 5:1 (2:0) Velež – BSK 2:1 (1:1) Željezničar (S) – Sarajevo 1:2 (1:1) Dinamo – Proleter (O) 5:3 (2:1) Spartak – Zagreb 3:0 (1:0) 4. kolo 17. 9. 1955. Crvena zvezda – BSK 2:2 (1:1) 18. 9. 1955. Vojvodina – Velež 0:0 Proleter (O) – Radnički (B) 1:1 (1:0) Sarajevo – Dinamo 0:3 (0:2) Zagreb – Željezničar (S) 3:0 (0:0) Budućnost (T) – Spartak 3.1 (3:0) Partizan – Hajduk 1:0 (1:0) 5. kolo 28. 9. 1955. Hajduk – Crvena zvezda 0:3 (0:1) Spartak – Partizan 1:1 (1:0) BSK – Vojvodina 5:2 (2:1) Radnički (B) – Sarajevo 1:2 (1:0) Dinamo – Zagreb 2:0 (1:0) Željezničar (S) – Budućnost (T) 1:3 (0:1) Velež – Proleter (O) 4:2 6. kolo 9. 10. 1955. Crvena zvezda – Vojvodina 1:1 (1:0) Partizan – Željezničar (S) 3:1 (1:0) Proleter (O) – BSK 1:3 (0:2) Hajduk – Spartak 1:0 (1:0) Budućnost (T) – Dinamo 3:0 (2:0) Zagreb – Radnički (B) 2:4 (1:2) Sarajevo – Velež 2:1 (1:0) 7. kolo 16. 10. 1955. Dinamo – Partizan 2:4 (1:2) Spartak – Crvena zvezda 0:0 Velež – Zagreb 2:1 (0:1) Radnički (B) – Budućnost (T) 5:1 (2:0) BSK – Sarajevo 1:3 (0:1) Željezničar (S) – Hajduk 3:3 (0:2) Vojvodina – Proleter (O) 7:2 (3:0) 8. kolo 16. 11. 1955. Radnički (B) – Partizan 4:2 (2:0) Hajduk – Dinamo 1:1 (1:0) Sarajevo – Vojvodina 0:0 Zagreb – BSK 3:0 (1:0) Crvena zvezda – Proleter(O) 5:0 (3:0) Budućnost (T) – Velež 1:1 (1:0) Spartak – Željezničar (S) 0:0 9. kolo 20. 11. 1955. Radnički (B) – Hajduk 1:0 (0:0) Velež – Partizan 1:3 (0:1) BSK – Budućnost (T) 1:2 (1:2) Vojvodina – Zagreb 2:1 (1:0) Željezničar (S) – Crvena zvezda 1:1 (1:0) Dinamo – Spartak 3:1 (1:0) Proleter (O) – Sarajevo 3:2 (2:1) 10. kolo 27. 11. 1955. Crvena zvezda – Sarajevo 1:0 (1:0) BSK – Partizan 1:1 (0:0) Spartak – Radnički (B) 1:7 (0:2) Hajduk – Velež 4:2 (2:1) Zagreb – Proleter 8:1 (4:1) Željezničar (S) – Dinamo 1:0 (1:0) Budućnost (T) – Vojvodina 2:2 (1:1) 11. kolo 4. 12. 1955. Vojvodina – Partizan 1:2 (0:0) Velež – Spartak 2:1 (2:1) Dinamo – Crvena zvezda 2:2 (2:0) BSK – Hajduk 2:0 (2:0) Radnički (B) – Željezničar (S) 3:1 (2:0) Sarajevo – Zagreb 3.1 (3:1) Proleter (O) – Budućnost (T) 3:0 (1:0) 12. kolo 11. 12. 1955. Crvena zvezda – Zagreb 2:1 (0:0) Dinamo – Radnički (B) 1:2 (1:1) Hajduk – Vojvodina 1:6 (0:1) Željezničar (S) – Velež 2:0 (1:0) Partizan – Proleter (O) 8:1 (3:1) Budućnost (T) – Sarajevo 1:1 (0:1) Spartak – BSK 3:0 (1:0) 13. kolo 18. 12. 1955 Radnički (B) – Crvena zvezda 0:2 (0:0) Sarajevo – Partizan 0:4 (0:1) Velež – Dinamo 6:1 (3:1) BSK – Željezničar (S) 3:2 (2:2) Vojvodina – Spartak 2:2 (1:2) Proleter (O) – Hajduk 0:3 (parforfe) Zagreb – Budućnost (T) 0:3 | 14. kolo 4. 3. 1956. Crvena zvezda – Budućnost (T) 2:0 (2:0) BSK – Dinamo 1:2 (1:2) Zagreb – Partizan 1:2 (1:0) Sarajevo – Hajduk 1:0 (1:0) Velež – Radnički (B) 3:1 (3:0) Vojvodina – Željezničar (S) 3:0 (2:0) Proleter (O) – Spartak 0:3 (parforfe) 15. kolo 11. 3. 1956. Velež – Crvena zvezda 1:3 (0:1) Partizan – Budućnost (T) 9:0 (4:0) Radnički (B) – BSK 1:4 (1:1) Spartak – Sarajevo 4:0 (1:0) Hajduk – Zagreb 3:3 (0:2) Dinamo – Vojvodina 3:2 (2:1) Željezničar (S) – Proleter (O) 3:0 (parforfe) 16. kolo 17. 3. 1956. BSK – Velež 1:0 (1:0) 18. 3. 1956. Crvena zvezda – Partizan 1:3 (1:1) Budućnost (T) – Hajduk 2:1 (1:0) Zagreb – Spartak 0:0 Sarajevo – Željezničar (S) 2:0 (2:0) Proleter (O) – Dinamo 4:1 (0:1) Vojvodina – Radnički (B) 1:1 (1:1) 17. kolo 25. 3. 1956. Hajduk – Partizan 1:2 (0:2) BSK – Crvena zvezda 1:6 (0:4) Radnički (B) – Proleter (O) 0:2 (0:1) Velež – Vojvodina 1:1 (0:0) Dinamo – Sarajevo 2:0 (1:0) Spartak – Budućnost (T) 3:1 (2:1) Željezničar (S) – Zagreb 0:0 18. kolo 7. 4. 1956. Partizan – Spartak 2:2 (0:1) 8. 4. 1956. Crvena zvezda – Hajduk 2:0 (1:0) Sarajevo – Radnički (B) 3:1 (0:1) Budućnost (T) – Željezničar (S) 7:0 (2:0) Zagreb – Dinamo 2:0 (1:0) Proleter (O) – Velež 1:2 (0:0) Vojvodina – BSK 0:1 (0:0) 19. kolo 15. 4. 1956. Radnički (B) – Zagreb 2:0 BSK – Proleter (O) 3:0 Velež – Sarajevo 3:0 Dinamo – Budućnost (T) 1:0 Željezničar (S) – Partizan 1:0 Vojvodina – Crvena zvezda 2:2 (0:2) Spartak – Hajduk 1:4 20. kolo 5. 5. 1956. Sarajevo – BSK 4.1 Zagreb – Velež 2:0 Proleter (O) – Vojvodina 2:4 Budućnost (T) – Radnički (B) 0:2 Crvena zvezda – Spartak 3:1 (0:1) Partizan – Dinamo 0:0 Hajduk – Željezničar (S) 6:1 21. kolo 9. 5. 1956. Vojvodina – Sarajevo 4:1 Proleter (O) – Crvena zvezda 1:5 (0:2) BSK – Zagreb 2:0 Velež – Budućnost (T) 2:4 Željezničar (S) – Spartak 2:1 Dinamo – Hajduk 1:0 Radnički (B) – Partizan 4:3 22. kolo 13. 5. 1956. Sarajevo – Proleter (O) 6:0 Zagreb – Vojvodina 5:1 Spartak – Dinamo 6:2 Partizan – Velež 2:2 Hajduk – Radnički (B) 5:0 Crvena zvezda – Željezničar (S) 3:1 (1:1) Budućnost (T) – BSK 1:0 23. kolo 20. 5. 1956. BSK – Partizan 1:1 Vojvodina – Budućnost (T) 9:1 Velež – Hajduk 1:1 Dinamo – Željezničar (S) 4:0 Sarajevo – Crvena zvezda 2:3 (0:1) Radnički (B) – Spartak 1:0 Proleter (O) – Zagreb 0:2 24. kolo 27. 5. 1956. Željezničar (S) – Radnički (B) 5:1 Zagreb – Sarajevo 2:1 Hajduk – BSK 1:1 Spartak – Velež 0:0 Crvena zvezda – Dinamo 4:3 (2:1) Budućnost (T) – Proleter (O) 5:1 Partizan – Vojvodina 0:3 25. kolo 3. 6. 1956. Vojvodina – Hajduk 1:0 Sarajevo – Budućnost (T) 3:2 BSK – Spartak 2:2 Proleter (O) – Partizan 1:5 Velež – Željezničar (S) 2:2 Zagreb – Crvena zvezda 4:3 (3:1) Radnički (B) – Dinamo 4:0 26. kolo 9. 6. 1956. Spartak – Vojvodina 2:0 Hajduk – Proleter (O) 5:0 Crvena zvezda – Radnički (B) 1:1 (0:0) Budućnost (T) – Zagreb 0:0 Partizan – Sarajevo 2:2 Dinamo – Velež 2:1 Željezničar (S) – BSK 2:2 |

## Prvaci
Crvena zvezda
Trener: Milovan Ćirić.
Popis igrača s brojem odigranih ligaških utakmica i brojem postignutih ligaških pogodaka: 
Rajko Mitić (25/4)
Lazar Tasić (25/4)
Ivan Toplak (24/12)
Antun Rudinski (24/6)
Ljubomir Spajić (23/0)
Dragoslav Šekularac (22/6)
Branko Stanković (20/1)
Srboljub Krivokuća (19/0) – golman
Borivoje Kostić (17/14)
Vladimir Popović (17/2)
Branko Nešović (17/0)
Miljan Zeković (17/0)
Todor Živanović (12/9)
Vladimir Durković (7/1)
Vladimir Beara (7/0) – golman
Jovan Cokić (5/2)
Miljan Miljanić (2/0)
Novak Tomić (2/0)
Stevan Veselinov (1/0)

## Statistika

### Ljestvica strijelaca
Pri jednakom broju pogodaka igrači su poredani abecedno.
| Pl. | Ime               | Klub          | Pogodaka |
| --- | ----------------- | ------------- | -------- |
| 1.  | Muhamed Mujić     | Velež Mostar  | 21       |
| 1.  | Todor Veselinović | Vojvodina     | 21       |
| 1.  | Tihomir Ognjanov  | Crvena zvezda | 21       |
| 4.  | Zdravko Rajkov    | Vojvodina     | 15       |
| 5.  | Bora Kostić       | Crvena zvezda | 14       |
| 6.  | Miloš Milutinović | Partizan      | 13       |
| 6.  | Bernard Vukas     | Hajduk Split  | 13       |
| 8.  | Ivan Toplak       | Crvena zvezda | 12       |

### Broj gledatelja i golova
| Jesenski dio                                                                    | Jesenski dio | Jesenski dio |  | Proljetni dio | Proljetni dio | Proljetni dio |
| Kolo                                                                            | Golova       | Gledatelja   |  | Kolo          | Golova        | Gledatelja    |
| ------------------------------------------------------------------------------- | ------------ | ------------ |  | ------------- | ------------- | ------------- |
| I.                                                                              | 27           | 78.000       |  | XIV.          | 19            | 115.000       |
| II.                                                                             | 24           | 66.000       |  | XV.           | 36            | 62.000        |
| III.                                                                            | 29           | 109.000      |  | XVI.          | 17            | 100.500       |
| IV.                                                                             | 17           | 91.000       |  | XVII.         | 20            | 95.000        |
| V.                                                                              | 27           | 60.000       |  | XVIII.        | 23            | 77.500        |
| VI.                                                                             | 23           | 76.000       |  | XIX.          | 19            | 85.000        |
| VII.                                                                            | 34           | 85.000       |  | XX.           | 26            | 73.500        |
| VIII.                                                                           | 18           | 40.000       |  | XXI.          | 30            | 81.000        |
| IX.                                                                             | 22           | 59.500       |  | XXII.         | 34            | 65.500        |
| X.                                                                              | 31           | 82.000       |  | XXIII.        | 26            | 50.500        |
| XI.                                                                             | 23           | 63.500       |  | XXIV.         | 26            | 80.000        |
| XII.                                                                            | 29           | 85.000       |  | XXV.          | 31            | 66.000        |
| XIII.                                                                           | 29           | 91.000       |  | XXVI.         | 20            | 49.000        |
| Ukupno: 660 golova (3,63 po utakmici) 1.986.500 gledatelja (10.914 po utakmici) |              |              |  |               |               |               |
| Izvori:                                                                         |              |              |  |               |               |               |

## Poveznice
- Zonske lige 1955./56.
- Treći rang prvenstva Jugoslavije 1955./56.
- Kup maršala Tita 1955.

## Vanjske poveznice
- [neaktivna poveznica]
- Eu-football.info
- SISTEM TAKMIČENJA U JUGOSLAVIJI 1955.-1962.
- www.historical-lineups.com
  - Godišnjak
  - Klubovi
  - Statistika 1956-1958
- exyufudbal.in.rs : tabele
- exyufudbal.in.rs : rezultati